# Auchenoglanis
Auchenoglanis — рід риб з підродини Auchenoglanidinae родини Claroteidae ряду сомоподібних. Має 3 види. Тримають в акваріумах. Вимерлий вид Auchenoglanis soye існував у період міоцену.

## Опис
Загальна довжина представників цього роду коливається від 25 до 70 см. Голова витягнута, дещо широка. Рот короткий, але широкий. Мають 4 пари довгих вусиків. Тулуб подовжений. Спинний плавець помірно короткий, має гострий шип. Жировий плавець помірно широкий і високий, розташовано близько до хвостового плавця. Грудні плавці широкі, сильні. Анальний плавець доволі довгий. Хвостовий плавець широкий, трохи роздвоєно.
Забарвлення сіре, коричневе з контрастними темними цяточками.

## Спосіб життя
Зустрічаються в річках з швидкою течією і чисті озера, в мулистих ґрунтах. Люблять копирсатися в ґрунті. Активні вночі. Вдень ховаються серед каміння, корчів та водоростей. Живляться дрібними молюсками, червами, водними комахами та іншими безхребетними. Крім того, беруть гальку до рота і обсмоктують її на наявність мікроорганізмів.
Під час нересту самець будує гніздо у вигляді ямки і охороняє кладку та мальків. На потомство часто полюють соми родини Кларієві — діноптеруси.

## Розповсюдження
Поширені в басейні річок Нігер, Сенегал, Конго, Ніл, Вольта, в озерах Чад, Мобуту й Танганьїка.

## Види
- Auchenoglanis biscutatus
- Auchenoglanis occidentalis
- Auchenoglanis senegali

## Утримання в акваріумі
Підходять акваріуми від 200 літрів. На дно насипають дрібний пісок сірого кольору шаром 3-4 см. Зверху розсипають пару грон дрібної гальки. Уздовж задньої стінки розташовують великі камені і корчі, які стануть притулком для риб. До корчів можна прив'язати анубіси і папороть. Мирні. Утримувати можна групою або поодинці. Це не конфліктні соми, але воліють відсиджуватися в своїх укриттях поодинці.
З інших риб сусідами можуть бути дістіходуси, цихліди, риби-ножі. Не можна утримувати разом з лабео. Живляться будь-якими живими кормами. Без проблем привчаються до заміннику живого — шматочках риби, креветки, мідії. З технічних засобів знадобиться внутрішній фільтр середньої потужності для створення помірного течії, компресор. Температура утримання повинна становити 22-25 °C.